# Opingivik Island
Opingivik Island är en ö i Kanada.   Den ligger i territoriet Nunavut, i den östra delen av landet, 2 300 km norr om huvudstaden Ottawa.
Trakten runt Opingivik Island består i huvudsak av gräsmarker.